# White City: A Novel
White City: A Novel è un album di Pete Townshend, chitarrista degli Who pubblicato nel 1985 dalla Atco.

## Tracce
Tutte le tracce scritte da Pete Townshend eccetto ove indicato.
1. Give Blood - 5:44
2. Brilliant Blues - 3:06
3. Face the Face - 5:51
4. Hiding Out - 3:00
5. Secondhand Love - 4:12
6. Crashing by Design - 3:14
7. I Am Secure - 4:00
8. White City Fighting (David Gilmour, Townshend) - 4:40
9. Come to Mama - 4:40

## Bonus track (2006 Hip-O USA release)
1. Night School - 3:23 inedito
2. Save It for Later (Roger Charlery, Andy Cox, Everett Morton, David Steele, Dave Wakeling) - 4:58 inedito
3. Hiding Out (12" mix) - 5:50 precedentemente realizzato come singolo 12"

## Bonus track (2006 Japan Release)
1. Secondhand Love (live in Brixton, England)
2. Face the Face (live in Brixton)

## Tracce non inserite nell'album
1. Face the Face (vocal long version) -  6:08 Only available on 12" US and European Singles
2. Hiding Out (strumentale) - Only available on 12" Atco Germania single titled "Hiding Out"
3. Night School - 3:03 Video version
4. Face the Face (single edit) -  4:23 Available on 7" US single
5. Face the Face (edit) - 3:59 Available on 12" US promo single

## Musicisti

### Artista
- Pete Townshend - voce, chitarra

### Altri musicisti
- Steve Barnacle - basso
- Mark Brzezicki - batteria
- John (Rabbit) Bundrick - tastiere
- Clem Burke - batteria
- Tony Butler - basso
- Phil Chen - basso
- David Gilmour - chitarra
- Peter Hope-Evans - armonica a bocca
- Kick Horns: Simon Clarke, Roddy Lorimer, Tim Sanders, Peter Thoms
- Chucho Merchán - basso
- Pino Palladino - basso
- Simon Phillips - batteria
- Ewan Stewart - voce
- Jackie Challenor, Mae McKenna, Lorenza Johnson, Emma Townshend - cori